# Суперкубок Узбекистана по футболу 2021
Суперкубок Узбекистана по футболу 2021 — 6-й матч Суперкубка Узбекистана, в котором участвовали победитель Суперлиги 2020 и Кубка Узбекистана 2020. Поскольку «Пахтакор» выиграл и чемпионат, и кубок страны, его соперником стал серебряный призёр чемпионата — «Насаф».
Матч состоялся 6 марта 2021 года на стадионе «Динамо» в Самарканде. Победу со счётом 1:0 одержал «Пахтакор», завоевав свой первый в истории Суперкубок Узбекистана.